# Carmen Corley
Carmen Corley (Albuquerque, 17 settembre 2001) è una tennista statunitense.

## Biografia
Ha una sorella, Ivana, anche lei tennista professionista.
Ha giocato tennis collegiale all'Università dell'Oklahoma.

## Carriera
Carmen Corley ha vinto 7 titoli in doppio nel circuito ITF in carriera. Il 2 ottobre 2023 ha raggiunto il miglior piazzamento mondiale nel singolare, al numero 881, e il best ranking mondiale nel doppio l'ha ottenuto il 14 luglio 2025 al numero 97.
Carmen ha fatto il suo debutto nel circuito maggiore al Tennis in the Land 2024, dove ha partecipato nel doppio insieme alla sorella Ivana. Nel primo turno, eliminano le prime teste di serie Chan Hao-ching e Miyu Katō, spingendosi poi fino alla semifinale dove cedono alle terze teste di serie Shūko Aoyama e Eri Hozumi.
Le sorelle Corley ricevono una wildcard per gli US Open 2024, dove eliminano al primo turno la coppia russa formata da Ekaterina Aleksandrova e Anna Blinkova in due parziali. Nel secondo turno vengono sconfitte dalle teste di serie numero 10 Chan Hao-ching e Veronika Kudermetova in un incontro durato oltre tre ore.
Il 26 ottobre 2024, Carmen vince il primo titolo WTA 125 in coppia con la canadese Rebecca Marino, sconfiggendo in finale Alina Korneeva e Polina Kudermetova con il punteggio di 6-3, 6-3.
Il 13 luglio 2025, Carmen vince il secondo titolo WTA 125 della carriera alla Hall of Fame Open, giocato sull'erba di Newport dopo un'assenza di 34 anni, insieme alla sorella Ivana, sconfiggendo in finale le teste di serie numero 3 la olandese Arianne Hartono e l'indiana Prarthana Thombare con il punteggio di 7-6(4), 6-3. Sei giorni dopo, le sorelle Corley si aggiudicano anche il secondo torneo consecutivo all'Eupago Porto Open, dove hanno la meglio sulla taipeana Liang En-shuo e la thailandese Peangtarn Plipuech con il punteggio di 6-3, 6-1.

## Circuito WTA 125

### Doppio

#### Vittorie (3)
| N. | Data            | Torneo                     | Superficie | Compagna       | Avversarie in finale               | Punteggio   |
| 1. | 25 ottobre 2024 | Abierto Tampico, Tampico   | Cemento    | Rebecca Marino | Alina Korneeva Polina Kudermetova  | 6-3, 6-3    |
| 2. | 13 luglio 2025  | Hall of Fame Open, Newport | Erba       | Ivana Corley   | Arianne Hartono Prarthana Thombare | 7-6(4), 6-3 |
| 3. | 19 luglio 2025  | Porto Open, Porto          | Cemento    | Ivana Corley   | Liang En-shuo Peangtarn Plipuech   | 6-3, 6-1    |

## Statistiche ITF

### Doppio

#### Vittorie (7)
| Torneo $100.000 (1) |
| Torneo $80.000 (0)  |
| Torneo $60.000 (3)  |
| Torneo $40.000 (0)  |
| Torneo $25.000 (2)  |
| Torneo $15.000 (1)  |

| N. | Data            | Torneo                                           | Superficie  | Compagna     | Avversarie in finale                   | Punteggio            |
| 1. | 25 giugno 2022  | Colorado Springs Women's, Colorado Springs       | Cemento     | Ivana Corley | Daria Kuczer Veronika Mirošničenko     | 7–6(4), 6–2          |
| 2. | 15 ottobre 2022 | Henderson Tennis Open, Las Vegas                 | Cemento     | Ivana Corley | Katarina Kozarov Veronika Mirošničenko | 6-2, 6-0             |
| 3. | 28 ottobre 2023 | Tevlin Women's Challenger, Toronto               | Cemento (i) | Ivana Corley | Kayla Cross Liv Hovde                  | 6(6)-7, 6-3, [10-3]  |
| 4. | 9 marzo 2024    | Santo Domingo Women's, Santo Domingo             | Cemento     | Ivana Corley | Leyre Romero Gormaz Camilla Rosatello  | 6-2, 6(3)-7, [10-5]  |
| 5. | 16 marzo 2024   | Santo Domingo Women's, Santo Domingo             | Cemento     | Ivana Corley | Lia Karatančeva Rasheeda McAdoo        | 6–1, 6(5)-7, [12–10] |
| 6. | 26 gennaio 2025 | Vero Beach International Tennis Open, Vero Beach | Terra verde | Eva Vedder   | Julie Belgraver Jasmijn Gimbrère       | 6-2, 6-3             |
| 7. | 10 agosto 2025  | Koser Jewelers Tennis Challenge, Landisville     | Cemento     | Ivana Corley | Ingrid Martins Simona Waltert          | 4-6, 7-6(4), [12-10] |

#### Sconfitte (7)
| Torneo $100.000 (1) |
| Torneo $80.000 (0)  |
| Torneo $60.000 (3)  |
| Torneo $40.000 (1)  |
| Torneo $25.000 (3)  |
| Torneo $15.000 (2)  |

| N. | Data              | Torneo                                  | Superficie  | Compagna            | Avversarie in finale             | Punteggio              |
| 1. | 7 dicembre 2019   | Norman Open Series Women's, Norman      | Cemento (i) | Ivana Corley        | Lisa Mays Nell Miller            | 6(5)-7, 6-4, [8-10]    |
| 2. | 2 ottobre 2021    | West Texas Pro Tennis Open, Lubbock     | Cemento     | Ivana Corley        | Tiphanie Fiquet Fernanda Labraña | 4–6, 7–6(2), [8–10]    |
| 3. | 22 luglio 2023    | Championnats de Granby, Granby          | Cemento     | Ivana Corley        | Marcela Zacarías Renata Zarazúa  | 3-6, 3-6               |
| 4. | 13 aprile 2024    | Bellinzona Ladies Open, Bellinzona      | Terra rossa | Ivana Corley        | Jesika Malečková Conny Perrin    | 7-6(4), 6(7)-7, [7-10] |
| 5. | 3 agosto 2024     | Lexington Challenger, Lexington         | Cemento     | Ivana Corley        | Whitney Osuigwe Alana Smith      | 6(5)-7, 3-6            |
| 6. | 29 settembre 2024 | Central Coast Tennis Classic, Templeton | Cemento     | Rebecca Marino      | Sophie Chang Rasheeda McAdoo     | 6-1, 2-6, [4-10]       |
| 7. | 29 marzo 2025     | Santo Domingo Women's, Santo Domingo    | Cemento     | Maribella Zamarripa | Holly Hutchinson Ella McDonald   | 1-6, 4-6               |